# Tricyphona guttistigma
Tricyphona (Tricyphona) guttistigma là một loài ruồi trong họ Pediciidae. Chúng phân bố ở vùng Tân nhiệt đới.